# Gottlieb Heinrich Kirchhoff
Gottlieb Heinrich Kirchhoff (* 30. April 1801 in Weener; † 4. Januar 1870 in Celle) war ein deutscher Jurist und Politiker.

## Leben
Als Sohn eines Justizkommissars geboren, ging Kirchhoff auf das Gymnasium in Weener. Im Anschluss studierte er Rechtswissenschaften in Göttingen. Während seines Studiums wurde er 1820 Mitglied des Corps Frisia Göttingen. Er wurde zum Dr. iur. promoviert.
1825 wurde er Auditor in Esens und 1829 suppletorischer Amtsassessor in Stickhausen. 1831 wechselte er nach Leer. 1837 war er Amtsassessor und 1838 Justizrat in Leer, bevor er 1847 Oberappellationsrat in Celle wurde.
Politisch aktiv war er von 1849 bis 1853 Mitglied der Ersten Kammer der Hannoverschen Ständeversammlung.